# Premijer Češke
Premijer Češke Republike (češki: Předseda vlády České republiky), je šef vlade Češke Republike. Premijer i kabinet sastavljen od ministara su kolektivno odgovorni za svoju politiku i djela Zastupničkom domu. 
Nakon imenovanja, dužnost je premijera sastaviti vladu i imenovati nove ministre. Cijela vlada mora dobiti povjerenje Zastupničkog doma Češke.
Ustav Češke navodi da premijer organizira aktivnosti vlade i da kontrolira njihove sastanke. 

## Ovlasti i funkcija
Pošto je Češka parlamentarna republika, premijer i njegova vlada su odgovorni Zastupničkom domu. Ustav Češke navodi da premijer mora zadržati povjerenje parlamenta. Čim izgubi povjerenje, premijer mora odstupiti. 
Funkcija premijera je najjača u državi, pošto nadzire rad vlade. Predsjednik Češke imenuje premijera koji pak imenuje sastav vlade ministra.

## Prebivalište
Prebivalište premijera Češke nalazi se u Kramářova vila, Gogolova 212/1, Hradčany. Zgradu je dizajnirao bečki arhitekt Friedrich Ohmann.
- Kramářova vila
- Pogled s vrta
- Ured premijera